# اسلوپ شمالی آلاسکا

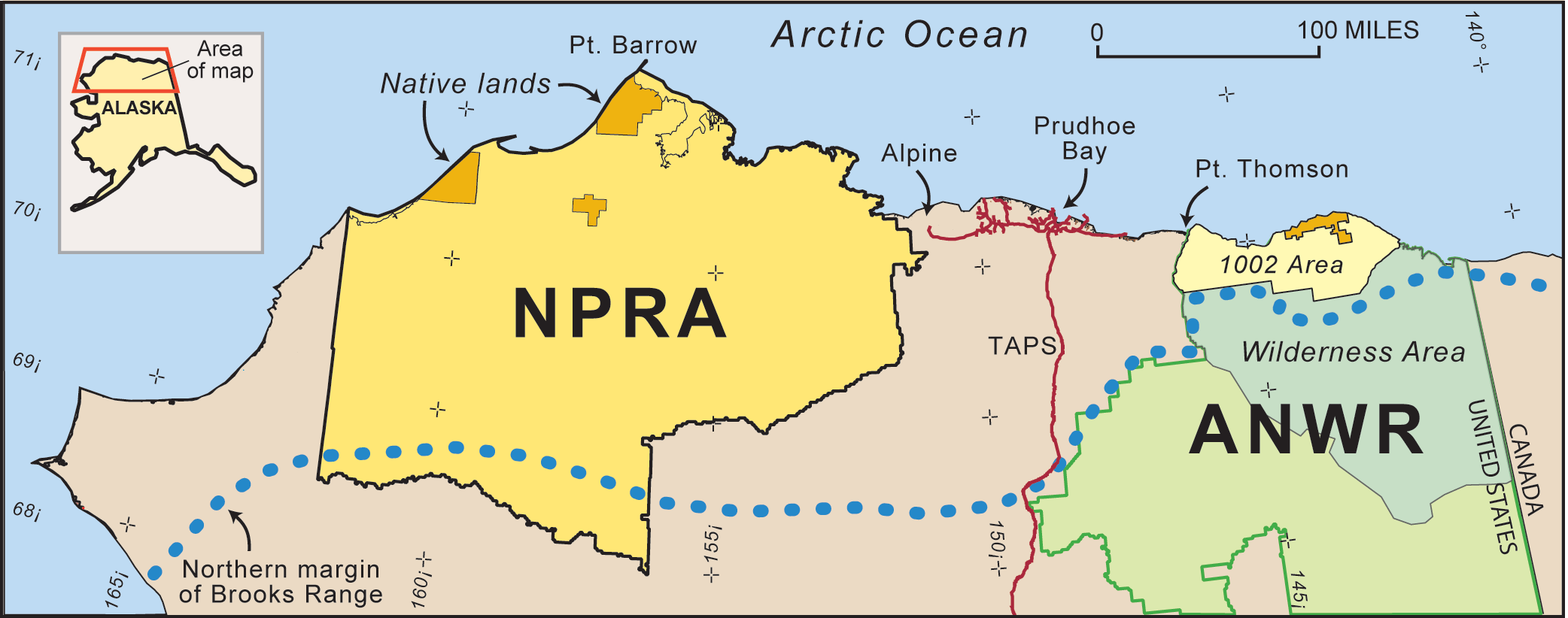
نقشه شمال آلاسکا؛ خط نقطه‌چین، مرز جنوبی اسلوپ شمالی را نشان می‌دهد. ذخایر ملی نفت آلاسکا (NPRA) در غرب، پناهگاه ملی حیات وحش شمالگان (ANWR) در شرق، و شهرک پرودو بی، آلاسکا بین آن‌ها قرار دارد.

اسلوپ شمالی آلاسکا (به انگلیسی: Alaska North Slope) (دامنه شمالی) ناحیه‌ای جغرافیایی در ایالت آلاسکا ایالات متحده است. این منطقه در دامنه شمالی رشته‌کوه بروکس در امتداد ساحل دو دریای کرانه‌ای اقیانوس منجمد شمالی، دریای چوکچی در غرب و دریای بوفورت در شرق پوینت بارو، واقع شده است.

به دلیل موقعیت رشته‌کوه بروکس که این ناحیه را از بقیه ایالت جدا کرده است، این منطقه به استثنای بزرگراهی که فربنکس را به پرودو بی، آلاسکا پیوند می‌دهد، به بقیه سامانه جاده‌ای آلاسکا متصل نیست. بنابراین اسلوپ شمالی برای ارتباط با سایر مناطق، بیشتر به آبراه‌ها و فرودگاه‌های کوچک متکی است.
کل دشت ساحلی قطب شمال آلاسکا با توندرای ساحلی قطب شمال، دارای اهمیت بوم‌شناسی فوق‌العاده‌ای با متراکم‌ترین جمعیت پرندگان، به همراه مقادیر قابل‌توجهی از پستانداران بزرگ مانند نهنگ‌ها، گرازهای دریایی، فوک‌ها، گوزن‌های شمالی و موس‌ها (نوعی گوزن درشت هیکل) در قطب شمال است.
این منطقه دارای پناهگاه ملی حیات وحش شمالگان و همچنین ذخایر ملی نفت آلاسکا است.